# Stazione di Cortaccione
La stazione di Cortaccione o Casello Cortaccione (conosciuta come Casello Monini) è stata una fermata ferroviaria posta lungo la ex linea ferroviaria a scartamento ridotto Spoleto-Norcia, era a servizio della frazione di Cortaccione, nel comune di Spoleto.

## Storia
La fermata fu inaugurata insieme alla linea il 1º novembre 1926 e rimase attiva fino al 31 luglio 1968.

## Strutture e impianti
La fermata era dotata di un fabbricato viaggiatori e dal solo binario di circolazione. L'ex fabbricato viaggiatori è in stato di abbandono e il sedime del binario è stato riadattato a pista ciclabile.